# Rio Medellín
O rio Medellín é um curso de água colombiano que atravessa a cidade de Medellín. Por muitos anos uma organização chamou o rio de Mi Rio ("Meu Rio"), e tentou fazer um multirão par limpar o rio e devolvê-lo à glória passada.
No final da cidade de Medellín, o nome do rio muda para rio Porce, desaguando no rio Nechí, que passa a ser denominado como rio Cauca, este desagua no rio Magdalena.
Existe um projeto para implantar uma represa no rio, chamada de Represa Porce III.